# Bonapartisterne
Bonapartisterne er politisk retning, der arbejder for, at en efterkommer af Carlo Buonaparte (1746–1785) og Laetitia Ramolino (1750–1836) skal være statsoverhoved i (eller kejser af) Frankrig.
I perioden 1870–1914 mistede Bonapartisterne gradvist deres politiske indflydelse.
I 1799–1814 (og kortvarigt i 1815) var Napoleon 1. af Frankrig statoverhoved (oprindeligt som førstekonsul (fransk: Premier consul de la République), fra 1804 som kejser). Napoleon 1. var søn af Carlo Buonaparte og Laetitia Ramolino.
I 1848–1870 var Napoleon 3. af Frankrig statoverhoved (først som prins-præsident (fransk: prince-président), fra 1852 som kejser). Napoleon 3. var brorsøn af Napoleon 1. og sønnesøn af Carlo Buonaparte og Laetitia Ramolino.
Siden 1879 har flere efterkommere af Napoleon 1.s lillebror Jérôme Bonaparte og dennes gemalinde Katharina af Württemberg (konge og dronning af Westfalen i 1807–1813) gjort krav på den franske trone. Fra 1997 er Jean-Christophe Napoléon (født 1986) én af tronkræverne,

## Andre betydninger af bonapartisme
I en videre forstand kan bonapartisme betegne et autoritær styre, der har vis folkelig opbakning, og som gennemfører reformer. Der kan fx være tale om et militært styre under en populær general.
Denne styreform kaldes dog som regel for cæsarisme (efter general Julius Cæsar, der blev romersk diktator på livstid). Cæsarisme betegner et styre under en karismatisk enkeltperson.
Eksempler på cæsaristiske statsledere: Alexander den Store, Oliver Cromwell, Shaka (Zululand), Vladimir Lenin, Kemal Atatürk, Benito Mussolini, Adolf Hitler, Juan Perón, Mao Zedong og Muammar Gaddafi.